# 흰눈썹뜸부기
흰눈썹뜸부기(영어: Brown-cheeked Rail, 학명: Rallus indicus)는 두루미목 뜸부기과에 속하는 겨울철새이다.

## 생김새
몸윗면은 녹슨 듯한 갈색이고 검은색 세로 줄무늬들이 있다. 눈선이 갈색이고 얼굴과 가슴의 청회색 폭이 좁다. 배 쪽에는 검은색과 흰색 줄무늬가 교차한다.

## 서식지
갈대가 무성한 습지, 호수, 하구 등에서 서식한다. 바이칼 지역, 시베리아 동남부, 일본 등에서 번식하고 인도차이나 반도, 중국 남부, 한국, 일본 남부 등에서 월동한다.